# Пириу-Кручій (Ричу, Муреш)
Пириу-Кручій (рум. Pârâu Crucii) — село у повіті Муреш в Румунії. Входить до складу комуни Ричу.
Село розташоване на відстані 285 км на північний захід від Бухареста, 23 км на північний захід від Тиргу-Муреша, 56 км на схід від Клуж-Напоки.

## Населення
За даними перепису населення 2002 року у селі проживала 151 особа.
Національний склад населення села:
| Національність | Кількість осіб | Відсоток |
| -------------- | -------------- | -------- |
| румуни         | 133            | 88,1%    |
| угорці         | 18             | 11,9%    |

Рідною мовою назвали:
| Мова      | Кількість осіб | Відсоток |
| --------- | -------------- | -------- |
| румунська | 133            | 88,1%    |
| угорська  | 18             | 11,9%    |